# Euplexaura erecta
Euplexaura erecta är en korallart som beskrevs av Kükenthal 1908. Euplexaura erecta ingår i släktet Euplexaura och familjen Plexauridae. Inga underarter finns listade i Catalogue of Life.